# Matthias van Lierop
Matthias van Lierop (Lierop, 16e eeuw – 's-Hertogenbosch, 10 maart 1621) of Matthias Liropius, was een dominicaan en kerkelijk schrijver in Spaans Brabant.

## Levensloop
Matthias werd geboren in Lierop, in Noord-Brabant. Lierop lag toen in het Spaanse deel van het hertogdom Brabant tijdens de Tachtigjarige Oorlog. Matthias werd dominicaan in het klooster van de dominicanen in 's-Hertogenbosch.
Hij studeerde theologie aan de Universiteit van Leuven, ook in het hertogdom Brabant gelegen. Hij keerde nadien terug naar zijn orde om zowel onderwijstaken als bestuurstaken op zich te nemen.
In 1573 was Matthias pastoor in Poppel. De Staatsen pakten Matthias op en hielden hem 6 maanden vast in Geertruidenberg. De Spanjaarden wilden Matthias ruilen voor een Staats militair die in een van hun gevangenissen zat. De commandant van Geertruidenberg wilde niets weten van deze ruil en wou liever Matthias meteen laten ophangen. Zover kwam het niet. In het garnizoen van Geertruidenberg stonden muiters op en Matthias kon ontsnappen. Hij trok zich volledig terug in het klooster in 's-Hertogenbosch, waar hij overleed in 1621.

## Werken
Zijn publicaties hadden een Rooms moraliserend karakter.
- Destructio Babylonis, seu tractatus de vitiis
- Sermones de tempore et de sanctis